# Hubal
Hubal (en árabe: هُبَل‎) es una de las principales divinidades preislámicas adorada fundamentalmente en la Kaaba, La Meca. 
Hubal como antiguo dios lunar de medio oriente está asociado con el dios semita Baal y con Adonis o Tammuz, los dioses de la primavera, la fertilidad, la agricultura y la abundancia. Los orígenes del culto a Hubal son inciertos, pero su nombre se encuentra en inscripciones nabateas en el norte de Arabia (en todo el territorio de la actual Siria e Irak). 

## Hubal en La Meca
Según el historiador árabe coetáneo Hisham Ibn Al-Kalbi en su Libro de los Ídolos, el culto a Hubal fue introducido en La Meca por Khuzaymah ibn-Mudrikah ibn-al-Ya's' ibn-Mudar, pero otra tradición, registrada por Ibn Ishaq, sostiene que fue Amr ibn Luhayy (líder de la tribu Khuza'a e hijo de Luhay), quien trajo a La Meca el gran ídolo. 
El ídolo de Hubal fue colocado junto al pozo sagrado en el interior de la Kaaba, donde fue adorado como una de las principales deidades de la tribu Khuza'a. Esto sucedería en torno a finales del siglo IV. Más tarde los Quraysh se convirtieron en los protectores del santuario y del ídolo, suplantando a los Khuza'a.
El ídolo tenía forma humana y era de ágata roja (aunque Al -Azraqi, un comentarista islámico contemporáneo, lo describió como de "perla de cornalina"). El ídolo tuvo un brazo roto hasta que la tribu de los kuraischitas (tribu Quraysh), que le consideraba uno de sus dioses mayores, le puso otro de oro macizo. Al-Azraqi también se refiere a que Hubal "tenía una bóveda para el sacrificio", y que la ofrenda consistía en cien camellos.
En ese momento, Hubal, como dios lunar, dios de la ciudad y de la familia y Señor de la Casa (Kaaba) era el de más alto rango de los 360 ídolos venerados en el santuario. Junto a él, se adoraba principalmente a la diosa del sol (al-Lat), a la diosa Venus (al-Uzza) y a la diosa Manat (del destino), a las que se consideraban hijas de Allah-Taala, el dios supremo.
Cuando el ídolo se trasladó dentro de la Kaaba, había siete flechas frente a él, que se utilizaron para la adivinación lanzándolas ante la estatua. La dirección en la que las flechas apuntaban contestaba las preguntas que se le hacían al ídolo, éstas preguntas se hacían en los casos de muerte, virginidad y matrimonio. Según Karen Armstrong, en su libro Islam: Una breve historia, la Kaaba se dedicó a Hubal, y había además 360 ídolos que probablemente representaban los días del año. 
Según un relato registrado por Ibn Al-Kalbi, el abuelo de Mahoma Abd al-Muttalib prometió sacrificar en honor a Hubal a uno de sus diez hijos. Consultó las flechas de adivinación de Hubal para saber qué niño debía elegir. Las flechas apuntaban a su hijo Abd Allah ibn Abd al-Muttalib, el futuro padre de Mahoma. Sin embargo, fue salvado cuando 100 camellos fueron sacrificados en su lugar. Cuando era niño, Mahoma sería igualmente llevado ante Hubal por su abuelo. 
El acceso al ídolo fue controlado por la tribu Quraysh. Devotos del dios lucharon contra los seguidores del profeta Mahoma durante la batalla de Badr en 624. En esta ocasión, las tropas de Mahoma fueron derrotadas y el líder de la tribu Quraysh Abu Sufyan ibn Harb dijo que él le había pedido a Hubal ayuda para esta batalla y que la derrota de Mahoma demostró que Hubal era superior al Islam.
Sin embargo, cuando Mahoma conquistó La Meca en el año 630, puso fin a la tradición de los Quraysh del culto a los ídolos y destruyó la estatua de Hubal junto con las de los otros 360 ídolos de la Kaaba y el templo fue consagrado al único dios, Allah.

## Origen del culto
Es posible que haya algún fundamento de verdad en la historia de que Amr viajó a Siria y había traído de allí los cultos de las diosas Uzza y Manat, y los había combinado con el de Hubal, el ídolo de la tribu Khuza'a. Según Al-Azraqi, la imagen de Hubal fue llevada a La Meca "de la tierra de Hit en Mesopotamia" (Hit es una antigua ciudad actualmente en Irak). El investigador estadounidense-libanés Philip Khuri Hitti, relaciona el nombre de Hubal de una palabra aramea para el espíritu, y sugiere que la adoración a Hubal fue importada a La Meca desde el norte de Arabia, posiblemente de Moab o Mesopotamia.
Hubal puede haber sido la combinación de las palabras Hu, que significa "espíritu" o "dios", y de la palabra Baal, que era el dios de Moab y que significa "maestro" o "señor". Fuera del sur de Arabia, el nombre de Hubal aparece sólo una vez, en una inscripción nabatea en donde es mencionado junto con los dioses Dushara y Manawatu (este último, como Manat, fue también muy popular en La Meca). Sobre estas escasas referencias se ha sugerido que Hubal en realidad pudo haber sido un dios nabateo o incluso un sacerdote o rey nabateo deificado. Pues también existen inscripciones en el que la palabra Hubal parece ser parte de los nombres de una persona, traducible como "hijo de Hubal" o "hecho por Hubal".

## Hubal en la Mitología preislámica
La escasez de pruebas relativas a Hubal hace difícil caracterizar su papel o identidad en las mitologías paganas árabes. El erudito del siglo XIX Julius Wellhausen sugirió que Hubal fue considerado como el hijo de Al-lat y el hermano de Wadd. Hugh Winckler a principios del siglo XX especuló que Hubal era una deidad lunar, una opinión que fue repetida por otros investigadores. Esto se deriva de la teoría de Ditlef Nielsen que la mitología árabe del sur se basó en una trinidad entre la Luna (que era vista como un dios padre masculino), el Sol (que era la diosa madre) y la estrella de la tarde (el planeta Venus, hijo de ambos). Sin embargo, investigadores recientes han rechazado este punto de vista, en parte porque es una especulación pero también porque debido al origen nabateo de Hubal hace irrelevantes las creencias del sur de Arabia.
Mircea Eliade y Charles J. Adams afirman que Hubal era un dios de la lluvia y un dios guerrero. Hacia el final de la era preislámica surgió como un dios guerrero adorado por la tribu Quraish y sus tribus aliadas: Kinana y Tihama. La opinión de que era un dios guerrero y de la lluvia es refutada por David Adams Leeming.
John F. Healey en su libro La Religión de los Nabateos (2001) acepta el origen nabateo del dios, pero dice que hay pocas pruebas de la función mitológica de Hubal, aunque es posible que su culto estaba estrechamente vinculado a Dushara de alguna manera.